# Nymphidium fulminans
Nymphidium fulminans is een vlindersoort uit de familie van de prachtvlinders (Riodinidae), onderfamilie Riodininae.
Nymphidium fulminans werd in 1868 beschreven door H. Bates.